# 皮金省

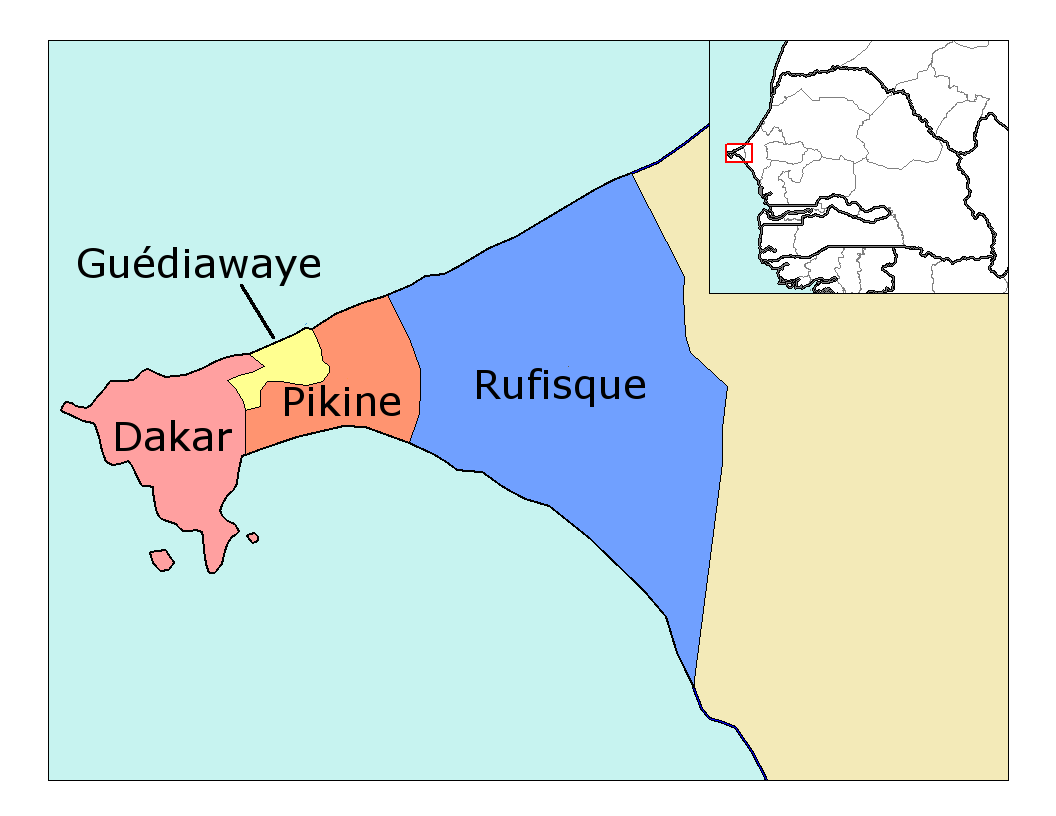

14°45′01″N 17°23′59″W / 14.75028°N 17.39972°W
皮金省（法語：Département de Pikine），是塞內加爾的省份，位於該國西部，由達喀爾區負責管轄，首府設於皮金，東面是呂菲斯克省，面積87平方公里，2013年人口1,170,791，人口密度每平方公里13,000人。